# バルドゥイン・フォン・ルクセンブルク
バルドゥイン・フォン・ルクセンブルク（Balduin von Luxemburg, 1285年頃 - 1354年1月21日）は、神聖ローマ帝国の選帝侯（トリーア選帝侯）であるトリーア大司教（1307年 - 1354年）。ルクセンブルク家の出身で、父はルクセンブルク伯ハインリヒ6世、母はベアトリス・ダヴェーヌ。

## 生涯
兄であるハインリヒ7世およびその孫カール4世の神聖ローマ皇帝選出に貢献した。
1288年6月5日のヴォリンゲンの戦いにおいて父が戦死した後、母が未成年の息子たちの摂政となった。ハインリヒ、バルドウィン兄弟は一時期フランス宮廷で養育され、パリ大学において学んだ。1307年12月7日にトリーア大司教に選ばれ、1308年3月11日に教皇クレメンス5世によって叙任された。兄の息子ヨハンとボヘミア王女エリシュカとの結婚を仲介し、ルクセンブルク家がボヘミアの王家となる足がかりを築いた。両者の息子がカール4世である。 1310年に始まる兄のローマ遠征に同行した。
1340年ころ、兄ハインリヒ7世との事績を73個の絵で示すBilderchronik（仮訳：年代記絵図）を作成させている。これは当時のBilderchronikとして極めて重要なもので、現在コブレンツの文書館（Landeshauptarchiv Koblenz）に所蔵されている。
城塞の取得によってザール地域における権力を強化し、ラーン河畔における自らの存在をバルドゥインシュタイン城（1319年建造）によって顕示した。トリーア大司教在任中100を下らない城塞と防備を施された地点によって大司教区の安定を確保したバルドゥインは、当時の「最も重要な城塞政治家の一人」であった。「城塞23、城塞守備員294人を掌握し」「個々の砦には城塞守備員を3人から30人まで配置している」と記録されている。
阿部謹也 は、バルドゥインについて、「決してお高くとまった聖職者ではなく、司教の服をぬぎすてて冗談や気晴らしを楽しんだ人物として知られている」と叙述し、1510年頃にはじめて出版されたドイツの民衆本『ティル・オイレンシュピーゲルの愉快ないたずら』、その第63話で主人公の権力者批判に理解を示す司教のモデルと見なしている。